# Puyo Puyo Fever 2
Puyo Puyo Fever 2 (ぷよぷよフィーバーチュー! Puyopuyo Fībā Chū!?)  es un videojuego desarrollado por Sonic Team y publicado por Sega. El juego fue lanzado como una secuela del título anterior, Puyo Pop Fever. La jugabilidad permanece relativamente sin cambios, pero se introducen varios modos nuevos. El juego presenta nueve tramas diferentes, cada una perteneciente a sus tres protagonistas. Puyo Puyo Fever 2 fue lanzado para PlayStation 2 y PlayStation Portable en noviembre de 2005, y más tarde para Nintendo DS al mes siguiente. A diferencia del juego anterior, éste solo fue lanzado en Japón.

## Jugabilidad
A diferencia de Puyo Pop Fever, que usa un menú simple, Puyo Puyo Fever 2 usa un sistema de mapas para permitir al jugador navegar por los menús del juego. El sistema de mapas también se reutiliza en los nueve cursos para mostrar la supuesta ruta del personaje del jugador. Varios edificios están disponibles alrededor del área del mapa, conocida como Primp Town, que fue el escenario del juego anterior. Estos edificios incluyen una torre para modos infinitos, una tienda para comprar artículos, un ayuntamiento para cambiar las opciones y guardar, un museo para ver medios desbloqueados y un patio de juegos para juegos de varios jugadores. También puede explorar estas áreas y hablar con los personajes respectivos, donde pueden distribuir elementos. Los artículos se pueden usar en cada etapa. 
El juego cuenta con nueve etapas, tres veces más que el título anterior. Las etapas en el juego funcionan de manera muy similar a los del juego anterior, con la adición de la pantalla de mapa antes mencionada para mostrar la ruta del jugador. Cada parte de la historia implica un segmento de diálogo seguido de una batalla de Puyo Puyo, con la excepción de la secuencia final de cada etapa. La mecánica del juego permanece principalmente sin cambios; sin embargo, el sistema de elementos antes mencionado le permite al jugador realizar varias funciones diferentes. Los artículos comunes se pueden cambiar por puntos en la tienda de Oshare Bones. 
El juego también incluye un sistema de guardado que no se usa en ningún otro juego hasta la fecha. Permite tres archivos de guardado simultáneos y permite a los jugadores guardar al comienzo de cualquier batalla de Puyo en el modo historia, por lo que un jugador no tiene que terminar una etapa completa de una vez, pero puede detenerse a medio camino. 

### Multijugador
Como en todos los juegos de Puyo Puyo, este juego permite el modo multijugador y puede admitir de 2 a 8 jugadores en la versión DS del juego; otras versiones solo pueden admitir hasta 4 jugadores. En este modo, los jugadores pueden jugar como cualquier personaje disponible. 

### Modos infinito
Hay cinco modos infinitos en el juego. Tres de los modos infinitos estaban previamente disponibles en Puyo Pop Fever: Endless Fever, Endless Task y Endless Original. También se introducen dos nuevos modos infinitos: Endless Battle y Endless Chu Panic. Este último es el único modo en que aparece Chu Puyo; Chu Puyo realiza la misma función que el puyo basura ordinario, ya que ocupan espacio en la cuadrícula del jugador y no se puede eliminar a menos que se elimine el puyo normal adyacente. Chu Puyo tiene forma de corazón y color rosa; chu es una onomatopeya japonesa para besarse. 